# Oxalate de potassium
L’oxalate de potassium est un composé chimique de formule K2C2O4. Il cristallise dans le système orthorhombique à température ambiante et dans le système quadratique à haute température ; le monohydrate K2C2O4·H2O cristallise quant à lui dans le système monoclinique. Le monohydrate forme des cristaux incolores facilement solubles dans l'eau ; il perd son eau de cristallisation par chauffage au-delà de 100 °C pour donner la forme anhydre. Le composé anhydre résultant a un point de fusion de 397 °C, puis finit par se décomposer au-dessus de 500 °C en libérant du monoxyde de carbone avec formation de carbonate de potassium :
K2C2O4 ⟶ K2CO3 + CO.
L'oxalate de potassium est naturellement présent chez Oxalis acetosella (oseille des bois) sous forme dissoute dans la sève de la plante. Il peut être produit synthétiquement en faisant réagir des quantités équivalentes d'acide oxalique et de l'hydroxyde de potassium ou de carbonate de potassium :
2 KOH + H2C2O4 ⟶ K2C2O4 + 2 H2O.
L'oxalate de potassium est irritant à corrosif pour les muqueuses et la peau. Tous les oxalates de potassium sont toxiques à concentrations élevées car ils perturbent le métabolisme du calcium et peuvent donc induire une dysfonction rénale. Une solution aqueuse de sel de magnésium est administrée comme antidote pour empêcher la formation de cristaux d'oxalate de calcium bloquant les reins et pour convertir les cristaux déjà formés en oxalate de magnésium MgC2O4, plus soluble dans l'eau.